# Rank 1
Rank 1 is een Nederlands dj- en producerduo, bestaande uit Piet Bervoets en Benno de Goeij. De alias Rank 1 gebruikten ze voor het eerst in 1999, daarvoor hadden ze bekendheid verworven onder verscheidene namen, waaronder R.O.O.S., Pedro & Benno en A.I.D.A. Met Rank 1 behaalden ze echter commercieel succes.

## Biografie
Bervoets en De Goeij ontmoetten elkaar in 1997 op een feest. Piet was reeds dj en had zijn eigen studio, Benno had een klassieke muziek achtergrond en was zeer geïnteresseerd. Ze besloten samen te gaan werken. De eerste bekendheid behaalden ze met het project R.O.O.S. dat met Instant moments. De plaat, met een duidelijke club-trance-invloed, stond in de hoogste regionen van verscheidene dancehitlijsten. Het origineel is een instrumentaal nummer maar voor de videoversie werd een tekst geschreven over het nummer. Deze werd ingezongen door Evelyne Derks. In de Nederlandse Top 40 kwam het tot een 20ste plaats. In 1998 kwam als tweede single Living in a Dream op de markt, welke de landelijke hitlijsten niet haalde. Het hoogtepunt was een derde plaats in de Dance Top 30. In 1999 kwam er nog een derde single uit, Body, Mind & Spirit genaamd.
Na vele uitgaven onder verschillende namen ontstond in 1998 de naam Rank 1, als een grap omdat het hen leuk leek op de eerste positie van de hitparade te staan met deze naam. De grap werd werkelijkheid toen in 2000 hun eerste hit Airwave de nummer 1-positie bereikte in verschillende hitlijsten. Hierna volgden vele successen, waaronder de remix van Superstring van Cygnus X. Zelf hadden ze hits met Such is life (2001), Awakening (2002) en Breathing (2003). Hiernaast verzorgden ze remixes voor verschillende artiesten, zoals System F (Cry), Baby D (Let me be your fantasy) en Push (Journey of life). Een remix van Loops & Tings van Jens wist in 1998 de tipparade re bereiken.
Ook voor het ID&T-dancefeest Sensation heeft Rank 1 meermalen het themanummer geproduceerd. In 2000 was dit hun remix van Superstring van Cygnus X. In 2001 was dit Such is life en voor de White Edition van Sensation in 2003 Sensation The Anthem 2003.
In 2016 maakten ze met de Duitse danceact York het nummer This World Is So Amazing.
In 2021 produceren ze samen met Armin van Buuren als onderdeel van het A State of Trance Forever album de trance hit The Greater Light To Rule The Night.

## Discografie

### Albums
| Album met eventuele hitnotering(en) in de Nederlandse Album Top 100 | Datum van verschijnen | Datum van binnenkomst | Hoogste positie | Aantal weken | Opmerkingen |
| ------------------------------------------------------------------- | --------------------- | --------------------- | --------------- | ------------ | ----------- |
| SymSonic                                                            | 2002                  | 25-05-2002            | 32              | 7            |             |

### Singles
| Single met eventuele hitnotering(en) in de Nederlandse Top 40 | Datum van verschijnen | Datum van binnenkomst | Hoogste positie | Aantal weken | Opmerkingen                                                               |
| ------------------------------------------------------------- | --------------------- | --------------------- | --------------- | ------------ | ------------------------------------------------------------------------- |
| Instant Moments (Waiting For)                                 | 1997                  | 15-11-1997            | 20              | 7            | als R.O.O.S. / Dancesmash op Radio 538                                    |
| Living in a Dream                                             | 1998                  | -                     | -               | -            | als R.O.O.S.                                                              |
| Body, Mind & Spirit                                           | 1999                  | -                     | -               | -            | als R.O.O.S.                                                              |
| Airwave                                                       | 2000                  | 01-04-2000            | tip3            | -            |                                                                           |
| Superstring (Rank1 Remix)                                     | 2000                  | 2000                  | 3               | 13           | Sensation White 2000 thema / Remix van Cygnus X / Dancesmash op Radio 538 |
| Such is life                                                  | 2001                  | 21-07-2001            | 11              | 12           | met Shanokee / Sensation White 2001 thema / Dancesmash op Radio 538       |
| Awakening                                                     | 2002                  | 11-05-2002            | 36              | 3            | Dancesmash op Radio 538                                                   |
| Breathing                                                     | 2003                  | 31-05-2003            | tip11           | -            |                                                                           |
| The Anthem 2003                                               | 2003                  | 19-07-2003            | 10              | 11           | Sensation White 2003 thema / Als Sensation                                |
| Beats at Rank-1 Dotcom                                        | 2005                  | 22-01-2005            | tip2            | -            | Thema Trance Energy 2005 / Dancesmash op Radio 538                        |
| Love kills                                                    | 2006                  | 23-09-2006            | tip13           | -            | Remix voor Freddie Mercury                                                |
| This world is watching me                                     | 2007                  | 24-03-2007            | 26              | 4            | met Armin van Buuren & Kush                                               |
| L.E.D. there be light                                         | 2009                  | 31-01-2009            | tip8            | -            | Trance Energy Anthem 2009                                                 |

| Single met hitnotering(en) in de Vlaamse Ultratop 50 | Datum van verschijnen | Datum van binnenkomst | Hoogste positie | Aantal weken | Opmerkingen                |
| ---------------------------------------------------- | --------------------- | --------------------- | --------------- | ------------ | -------------------------- |
| Such is life                                         | 2001                  | 25-08-2001            | 12              | 11           | Sensation White 2001 thema |
| Awakening                                            | 2002                  | 04-05-2002            | 42              | 2            |                            |